# Коннижи
Коннижи́ (фр. Connigis) — коммуна во Франции, находится в регионе Пикардия. Департамент коммуны — Эна. Входит в состав кантона Эссом-сюр-Марн. Округ коммуны — Шато-Тьерри.
Код INSEE коммуны — 02213.

## Население
Население коммуны на 2010 год составляло 325 человек.
| 1962 | 1968 | 1975 | 1982 | 1990 | 1999 | 2010 |
| ---- | ---- | ---- | ---- | ---- | ---- | ---- |
| 209  | 228  | 190  | 216  | 256  | 266  | 325  |

## Экономика
В 2010 году среди 236 человек трудоспособного возраста (15—64 лет) 175 были экономически активными, 61 — неактивными (показатель активности — 74,2 %, в 1999 году было 74,3 %). Из 175 активных жителей работали 144 человека (73 мужчины и 71 женщина), безработных было 31 (17 мужчин и 14 женщин). Среди 61 неактивных 22 человека были учениками или студентами, 28 — пенсионерами, 11 были неактивными по другим причинам.